# Uňatín
Uňatín (in ungherese Unyad) è un comune della Slovacchia facente parte del distretto di Krupina, nella regione di Banská Bystrica.
Diede i natali ad Pavol Hnilica (1921-2006), vescovo cattolico slovacco.